# Yfke Sturm
Yfke Sturm (19 de noviembre de 1981) es una modelo neerlandesa.

## Vida y carrera
Fue descubierta en 1997 en Almere, por un cazatalentos de Elite Model Management. Poco después, entró en el concurso de Dutch Elite Model Look. Ganó dicho concurso y consecutivamente la versión internacional Elite Model Look en Niza, Francia. Sturm tenía 15 años en aquel momento. Después de su victoria, firmó contratos exclusivos con Ralph Lauren y Calvin Klein. También ha modelado para Victoria's Secret.

### Presentadora de TV
En 2006, Sturm se convirtió en presentadora de Holland's Next Top Model, la versión neerlandesa de America's Next Top Model, la cual es muy popular en su país natal.  Después de la segunda temporada HNTM, decidió centrarse en su carrera como modelo, ya que era difícil combinar su trabajo en la tele con su exitosa carrera como modelo. En 2011 fue invitada a Holland's Next Top Model. En diciembre de 2016 empezó a trabajar para Fox Netherlands como presentadora, empezando con el Victoria's Secret Fashion Show 2016, donde realizó entrevistas.

### Yfke's Model Secrets
Sturm es la coautora del libro de 2009 Yfke's Model Secrets. Incluye consejos sobre ejercicios y dietas e historias sobre la industria de la moda.

## Vida personal
Sturm estuvo casada con Imad Izemranie desde 2007 a 2010, cuando se divorciaron. Previamente vivió en Nueva York, y posteriormente se mudó a Londres. En 2015 tuvo un hijo.
En septiembre de 2015 Sturm fue herida de gravedad cuando cayó mientras practicaba deportes de agua en la isla de Ischia y fue rescatada por un barco. Fue llevada en helicóptero a un hospital cercano con fracturas en el cráneo y la columna espinal, y fue puesta en coma.